# St. Jude Medical
St. Jude Medical AB är ett svenskt dotterbolag till det amerikanska företaget St. Jude Medical Inc och är koncernens europeiska konpetenscentrum för pacemakrar. Det som idag är St. Jude Medical AB startades under namnet Elema Schönander och utvecklades när Rune Elmqvist uppfann pacemakern 1958. Bolaget blev sedan Siemens-Elema och därefter förenades företagets pacemakerdivision med det kaliforniska företaget Pacesetter Inc.,med ursprung i amerikansk rymdindustri. År 1994 blev Pacesetter en del av St. Jude Medical Inc. St. Jude Medical AB är beläget i Järfälla kommun utanför Stockholm.
I Uppsala fanns även St. Jude Medical Systems AB som utvecklade och tillverkade utrustning för kardiologi. Uppsalaföretaget Radi Medical Systems AB förvärvades av St. Jude i december 2008 och bytte namn i december 2009. I juni 2014 aviserades att man avsåg lägga ned verksamheten i Uppsala.